# Anomaloglossus stepheni
Anomaloglossus stepheni es una especie de anfibio anuro de la familia Aromobatidae.

## Distribución geográfica
Esta especie habita en Guayana Francesa, Surinam y Amazonas en Brasil.

## Etimología
Esta especie lleva el nombre en honor a Stephen R. Edwards.

## Publicación original
- Martins, 1989 : Nova espécie de Colostethus da Amazônia Central (Amphibia: Dendrobatidae). Revista Brasileira de Biologia, vol. 49, n.º 4, p. 1009-1012.[5]